# Lubonieczek
Lubonieczek – wieś w Polsce, położona w województwie wielkopolskim, w powiecie średzkim, w gminie Zaniemyśl.
| SIMC    | Nazwa   | Rodzaj     |
| ------- | ------- | ---------- |
| 0598351 | Majdany | przysiółek |

W latach 1975–1998 miejscowość administracyjnie należała do województwa poznańskiego.
Przez Lubonieczek przebiega  Szlak turystyczny Osowa Góra - Sulęcinek